# Abdel Rahmane al-Abnoudi
Abdel Rahmane al-Abnoudi (en arabe égyptien : عبد الرحمن الابنودى), né en 1938 dans le village d'Abnoud (province de Qena) et mort le 21 avril 2015 au Caire, est un poète égyptien.
Connu comme le poète des pauvres et des déshérités, il a écrit la majeure partie de son œuvre en arabe dialectal. Il a passé trente-cinq ans de sa vie à voyager dans le monde arabe pour recueillir des poèmes de l'épopée du héros médiéval Abou Zeid al-Hilali. Il a aussi écrit de nombreuses chansons pour des interprètes égyptiens comme Abdel Halim Hafez et, plus récemment, des livres pour enfants.